# 佩斯恰纳亚湾
佩斯恰纳亚湾（俄语：Песчаная Бухта）是阿穆尔湾西北部的海湾，属滨海边疆区哈桑区，位于佩斯恰内半岛与大陆北岸之间，以阿特拉索夫角和奇哈乔夫角为界，入口处宽3.4公里，海岸线长13.7公里，最深入6米，面积9.76平方公里。安巴河注入该湾。